# Mildenhall (Suffolk)

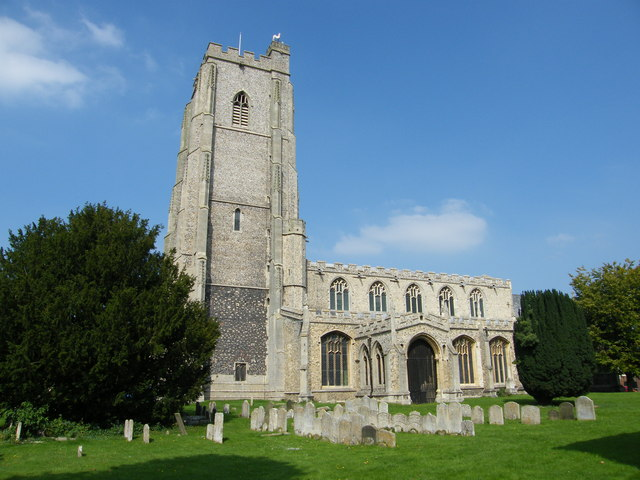
Igreja de Santa Maria em Mildenhall.

Mildenhall é uma pequena cidade mercantil e freguesia em Suffolk, Inglaterra. A cidade fica perto da A11 road e está localizada a 37 milhas (60 km) a noroeste de Ipswich, a "county town" do condado. A grande estação da Royal Air Force, a RAF Mildenhall, bem como a RAF Lakenheath, estão localizadas ao norte da cidade. A primeira é usada pela Força Aérea dos Estados Unidos, como quartel-general de sua 100ª Asa de Reabastecimento Aéreo e do 352º Grupo de Operações Especiais.